# Gamescom 2016

Logo targów gamescom

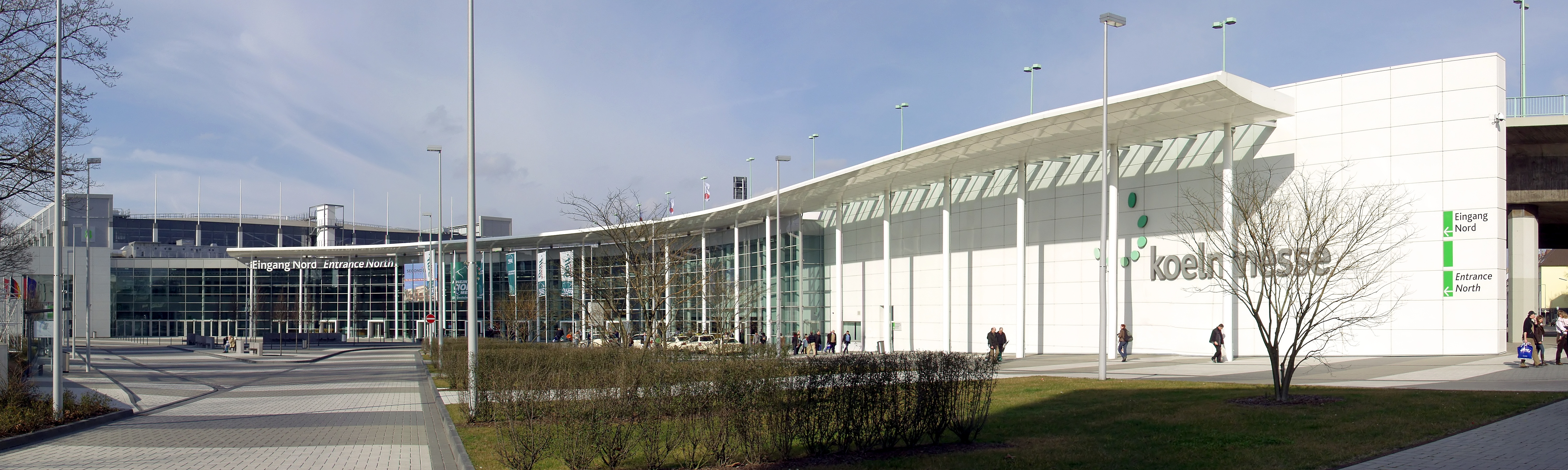
Koelnmesse

gamescom 2016 – ósma edycja targów gier komputerowych gamescom, która odbyła się w dniach 17–21 sierpnia 2016 na terenie Koelnmesse w Kolonii w Niemczech.
Edycja została zorganizowana przez „Bundesverband Interaktive Unterhaltungssoftware” (ang. „German Federal Association of Interactive Entertainment Software”). Targi odwiedziło 345 tysięcy zwiedzających z 97 krajów i 877 wystawców z 54 krajów. Powierzchnia wystawowa wyniosła 193 tysiące metrów kwadratowych. Kolejna edycja odbyła się w tym samym miejscu w dniach 22–26 sierpnia 2017.

## Konferencje i prezentacje
Na swojej konferencji Blizzard Entertainment zapowiedział wydarzenie „Machiny Wojny” w grze Heroes of the Storm, w ramach którego gracze otrzymali dwie mapy inspirowane serią StarCraft oraz bohatera; ogłosił dodanie do StarCraft II: Legacy of the Void nowego dowódcy w trybie kooperacyjnym oraz kolejną mapę do gry Overwatch. Electronic Arts zorganizował konferencję z okazji targów gamescom 2016, która nie była transmitowana z Kolonii. Zaprezentowano też zwiastun gry FIFA 17 ukazujący rozgrywkę oraz podano nowe informacje o trybie Ultimate Team i Mistrzostwach FUT; pokazano też rozgrywkę w trybach wieloosobowych pierwszoosobowej strzelaniny Titanfall 2 oraz ujawniono informację o beta-testach tej produkcji. Spółka opublikowała zwiastun pierwszowojennej gry Battlefield 1 oraz ogłosiła termin beta-testów tej gry. Ponadto Electronic Arts ujawniła szczegóły na temat dodatku Gwiazda Śmierci do gry Star Wars: Battlefront oraz zaprezentowała zwiastun hokejowej gry NHL 17, który przedstawiał tryb Pucharu Świata. Ubisoft opublikował zwiastun rozgrywającego się w San Francisco Watch Dogs 2, który przedstawiał tryb rozgrywki wieloosobowej oraz kooperacji; film prezentujący początek gry South Park: The Fractured But Whole; trailer zręcznościowego symulatora ekstremalnych górskich sportów zimowych Steep; zwiastun trzecioosobowej gry akcji For Honor, informacje o trybach i klasach postaci obecnych w tej produkcji, a także ujawnił zawartość edycji kolekcjonerskich.
Ponadto gracze obecni na targach mogli przetestować Nosulus Rift w grze South Park: The Fractured But Whole – urządzenie pozwala poczuć zapachy podczas gry. Capcom opublikował zwiastun Resident Evil 7: Biohazard ukazujący przedstawioną z perspektywy pierwszej osoby rozgrywkę polegającą na unikaniu zagrożenia. Natomiast Konami zapowiedziało postapokaliptyczny kooperacyjny survival Metal Gear Survive, a także zaprezentowało zwiastun Pro Evolution Soccer 2017 i ujawniło, że gra będzie miała wersję próbną. Rare Studios zaprezentowało rozgrywkę w nastawionym na współpracę pomiędzy graczami Sea of Thieves; twórcy gry Mafia III opublikowali zwiastun produkcji przedstawiający napad na bank rezerw federalnych przeprowadzony przez głównego bohatera produkcji; Red Barrels pokazało film prezentujący Outlast 2, a także ujawniło zarys fabuły tej produkcji, studio Frontier Developments zapowiedziało, że symulator zarządcy wesołego miasteczka Planet Coaster ukaże się 17 listopada 2016 roku, a firma Devolver Digital zapowiedziała survivalową grę z otwartym światem zatytułowaną SCUM.
Microsoft zapowiedział Windows 10 Preview, czyli platformę, która pozwoli producentom na sprzedaż swoich gier we wczesnym dostępie, a graczom na darmowe testowanie produkcji; twórcy gry Mount & Blade II: Bannerlord pokazali film prezentujący bitwę o zamek z perspektywy obrońców; studio The Farm 51 opublikowało zwiastun pierwszoosobowej strzelaniny z elementami survival horroru Get Even; Infinity Ward ujawniło szczegóły dotyczące trybu zombie w grze Call of Duty: Infinite Warfare, który rozgrywa się w latach 80. XX wieku w lunaparku; firma CI Games opublikowała rozgrywkę w grze Sniper: Ghost Warrior 3 polegającą na zlikwidowaniu celu; studio Colossal Order zapowiedziało dodatek Natural Disasters do strategii Cities: Skylines, który skupia się na naturalnych katastrofach; a Stardock ujawniło, że w produkcji znajduje się dodatek do strategii 4X Sorcerer King zatytułowany Rivals. Z okazji targów gamescom 2016 Arkane Studios opublikowało film prezentujący fragment rozgrywki z gry Dishonored 2, który skupił się na ukazaniu walki; studio Microïds zaprezentowało obrazki z gry Syberia 3; firma Piranha Bytes pokazała film prezentujący eksplorację i walkę w postapokaliptycznym świecie gry Elex; a Cloud Imperium zorganizowało prezentację rozgrywki z Star Citizen oraz ujawniło zawartość najbliższych aktualizacji gry; twórcy produkcji Kingdom Come: Deliverance pokazali dostępne w grze uzbrojenie i system skradania; studio Dontnod zaprezentowało zwiastun gry RPG Vampyr; a Amplitude Studios pokazało fragment rozgrywki ze strategii 4X Endless Space 2 oraz ujawniło trzecią frakcję w grze – Lumeris.

## Nagrody
Na targach przyznano nagrody:
- Nagroda publiczności – Battlefield 1 (Electronic Arts)
- Najlepsza gra targów – The Legend of Zelda: Breath of the Wild (Nintendo)
- Nagroda za najlepszy dodatek – Destiny: Rise of Iron (Activision Blizzard)
- Nagroda za najlepiej zapowiadającą się grę – Horizon Zero Dawn (Sony)
- Nagroda za najlepsze stoisko – Mafia III (2K Games)
- Najlepsza gra na PlayStation 4 – For Honor (Ubisoft)
- Najlepsza gra na Xboksa One – Sea of Thieves (Microsoft)
- Najlepsza gra na Wii U – The Legend of Zelda: Breath of the Wild (Nintendo)
- Najlepsza gra na PC (Best PC Game) For Honor (Ubisoft)
- Najlepsza gra na urządzenia mobilne – Mario Party Star Rush (Nintendo)
- Najlepsza gra RPG – Final Fantasy XV (Square Enix)
- Najlepsza gra wyścigowa – Forza Horizon 3 (Microsoft)
- Najlepsza gra akcji – Battlefield 1 (Electronic Arts)
- Najlepsza gra symulacyjna – NBA 2K17 (2K Games)
- Najlepsza gra sportowa – Steep (Ubisoft)
- Najlepsza gra rodzinna – Skylanders Imaginators (Activision Blizzard)
- Najlepsza gra strategiczna – Sid Meier’s Civilization VI (2K Games)
- Najlepsza gra logiczna – Dragon Quest Builders (Square Enix)
- Najlepsza gra społecznościowa / online – Gwint: Wiedźmińska gra karciana (CD Projekt Red)
- Najlepsza gra casualowa – Battlezone (Rebellion)
- Najlepsza gra multiplayer – Sea of Thieves (Microsoft)
- Najlepsza gra VR – Wilson’s Heart (Twisted Pixel Games)
- Najlepszy sprzęt – Playstation VR (Sony)
- Najlepszej gra niezależna – Little Nightmares (Bandai Namco)